# Josef Franz Natterer
Pour les articles homonymes, voir Natterer.
Josef Franz Natterer, né le 28 mai 1819 à Vienne en Autriche et mort le 17 décembre 1862 à Khartoum au Soudan, est un naturaliste, diplomate et explorateur autrichien, pionnier de la photographie animale.

## Biographie
Fils de l'ornithologue viennois Joseph Natterer (1786-1852), il passa comme son frère Johann August Natterer (1821–1900) une thèse de médecine. Au cours de l'hiver 1840-41, encore étudiants, les deux frères avaient amélioré la technique des daguerréotypes, en augmentant la sensibilité des plaques d'argent grâce à une solution de brome, d'iode et de chlorure, si bien qu'avec un objectif de Petzval, ils pouvaient tirer des clichés en moins d'une seconde. Ce furent les premiers clichés instantanés de l'histoire,. Par l'entremise de son père, Joseph obtint un poste de conservateur au cabinet impérial d'histoire naturelle (de). Félix Édouard Guérin-Méneville le fit admettre en 1840 à la Société cuviérienne (membre numéro 207).
En 1855, Theodor von Heuglin donna à Vienne une série de conférences sur ses voyages. Enthousiasmé, Natterer démissionna pour accompagner Heuglin en Afrique. À l'automne 1856, il remontèrent à la voile les deux Nil jusqu'au port de Dongola, franchirent le Désert de Bayouda pour arriver le 6 décembre à Khartoum.
Neuf mois plus tard, August von Genczik (1810–1864), malade, lui confia l'intérim du consulat d'Autriche au Soudan. En l'espace de quelques années, il prit la direction du comptoir commercial du vice-consulat français et du Comptoir agricole d'Angleterre en Abyssinie. Il rapporte en 1858 plusieurs animaux sauvages pour le Jardin zoologique de Schönbrunn : singes et oiseaux exotiques, quatre lions, deux guépards, une antilope et deux zèbres. Il est élu la même année membre de l’Académie Léopoldine. En janvier 1859, il retrouve son poste de consul-délégué à Khartoum.
Quoiqu’ami du trafiquant d'esclaves Alphonse de Malzac († 1860), qui exploitait un comptoir à Rumbek, il adressa un rapport à Alexandrie, dénonçant les négociants européens établis le long du Nil blanc comme de véritables assassins. Devenu indésirable, il quitta la région après deux agressions et repartit en Égypte auprès du vice-roi. Décoré par le sultan à Constantinople, il repartit pour Khartoum, mais évita de se mêler des marchands d'esclaves. Brouillé avec le baron Gustav Franz Schreiner, consul-général d'Autriche à Alexandrie, il démissionna de son poste de vice-consul à l'été 1862, et mourut en décembre de malaria.